# Oidipus och sfinxen
Oidipus och sfinxen eller Oidipus besvarar sfinxens gåta (franska: Oedipe explique l'énigme du sphinx) är en oljemålning av den franske konstnären Jean-Auguste-Dominique Ingres. Den är målad 1808 och är utställd på Louvren i Paris.

## Motivet
Sfinxen var i den grekiska mytologin ett bevingat fabeldjur med lejonkropp och kvinnoansikte. Hon vaktade ingången till Thebe, staden som framskymtar i målningens bakgrund. Hon slukade de som passerade och inte kunde besvara hennes gåta: "Vad är det som går på fyra ben på morgonen, två mitt på dagen och tre på kvällen?" Skelettdelar från hennes offer syns i målningens nedre vänsterhörn. Oidipus, avbildad naken och muskulös i profil, gav dock det rätta svaret: "Människan — som kryper på alla fyra som spädbarn, som går på två ben som vuxen och som stödjer sig på en käpp som gammal". När sfinxen fick det rätta svaret kastade hon sig ned från klippan och dog. 

## Bakgrund
Ingres var den mest övertygade nyklassicisten i sin generation. Rena konturer, kyliga färger och gestalter baserade på antik skulptur och Rafaels måleri var kärnan i hans stil. Han målade ofta mytologiska och historiska motiv. Med målningen Akilles mottager i sitt tält Agamemnons sändebud (1801) vann han det franska konststipendiet Prix de Rome, vilket finansierade hans uppehälle i Rom från 1806. Ingres stannade i Italien till 1824. Oidipus och sfinxen ingick tillsammans med Badande kvinna i hans första sändning till Paris som visade prov på hans studier i den klassiska konsten i Rom.  
När Ingres målade Odipus använde han en levande modell som poserade i samma ställning som den antika skulpturen Hermes knyter sina sandaler (finns i flera versioner, bland annat på Louvren, Kapitolinska museerna, Ny Carlsberg Glyptotek). Från början var målningen mest en figurstudie som fick ett ljummet mottagande av konstkritikerna i Paris. År 1827 utökade han målningen, både i fråga om storlek och innehåll. Bland annat lade han till Oidipus räddhågsna färdkamrat och skelett från sfinxen tidigare offer. Ingres ställde ut målningen på Parissalongen samma år där den fick ett betydligt bättre mottagande än ursprungsversionen. 

## Andra versioner
Inför sitt arbete med salongsversionen från 1827 målade han året före en mindre (17,5 x 13,7 cm) oljeskiss, som ett tag var i Edgar Degas ägo och sedan 1918 ingår National Gallerys samlingar i London. År 1864 målade han en kopia (105,5 x 87 cm) med spegelvänd komposition som sedan 1931 ägs av Walters Art Museum i Baltimore.  
Gustave Moreau målade samma motiv 1864. Den målningen är utställd på Metropolitan Museum of Art.   

## Relaterade bilder

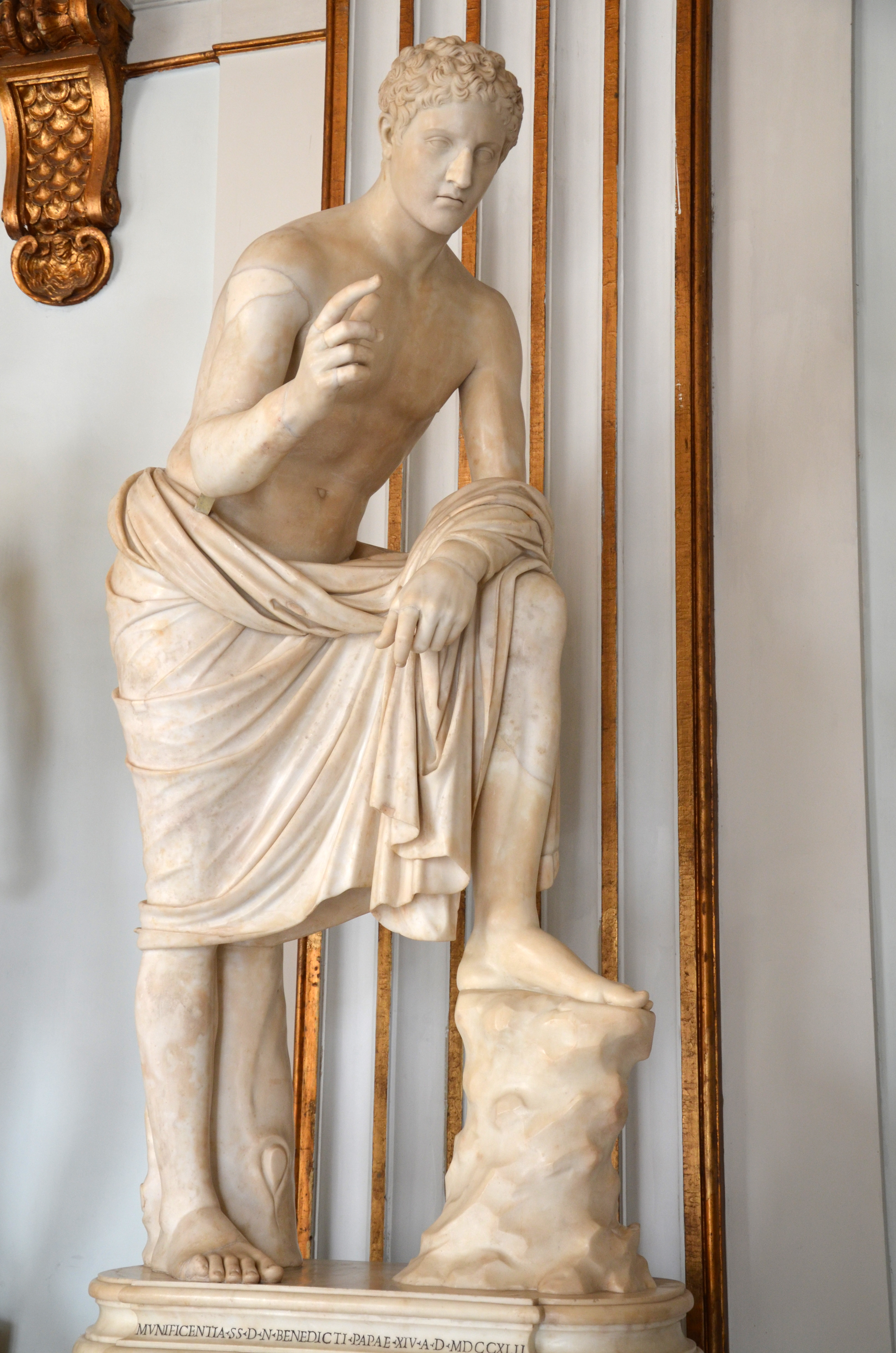
Hermes knyter sina sandaler. Kapitolinska museerna.
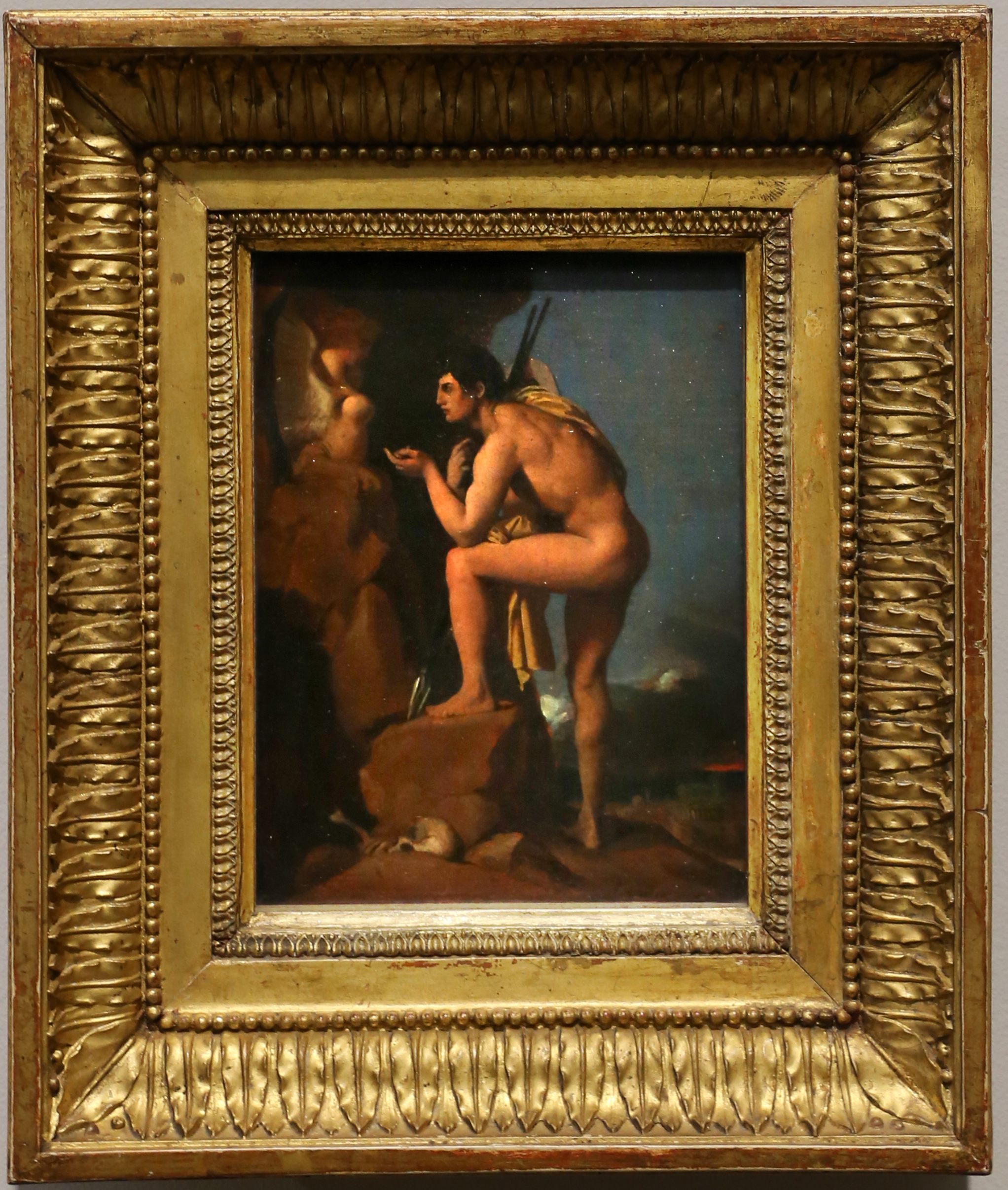
Ingres version från 1826 är utställd på National Gallery.
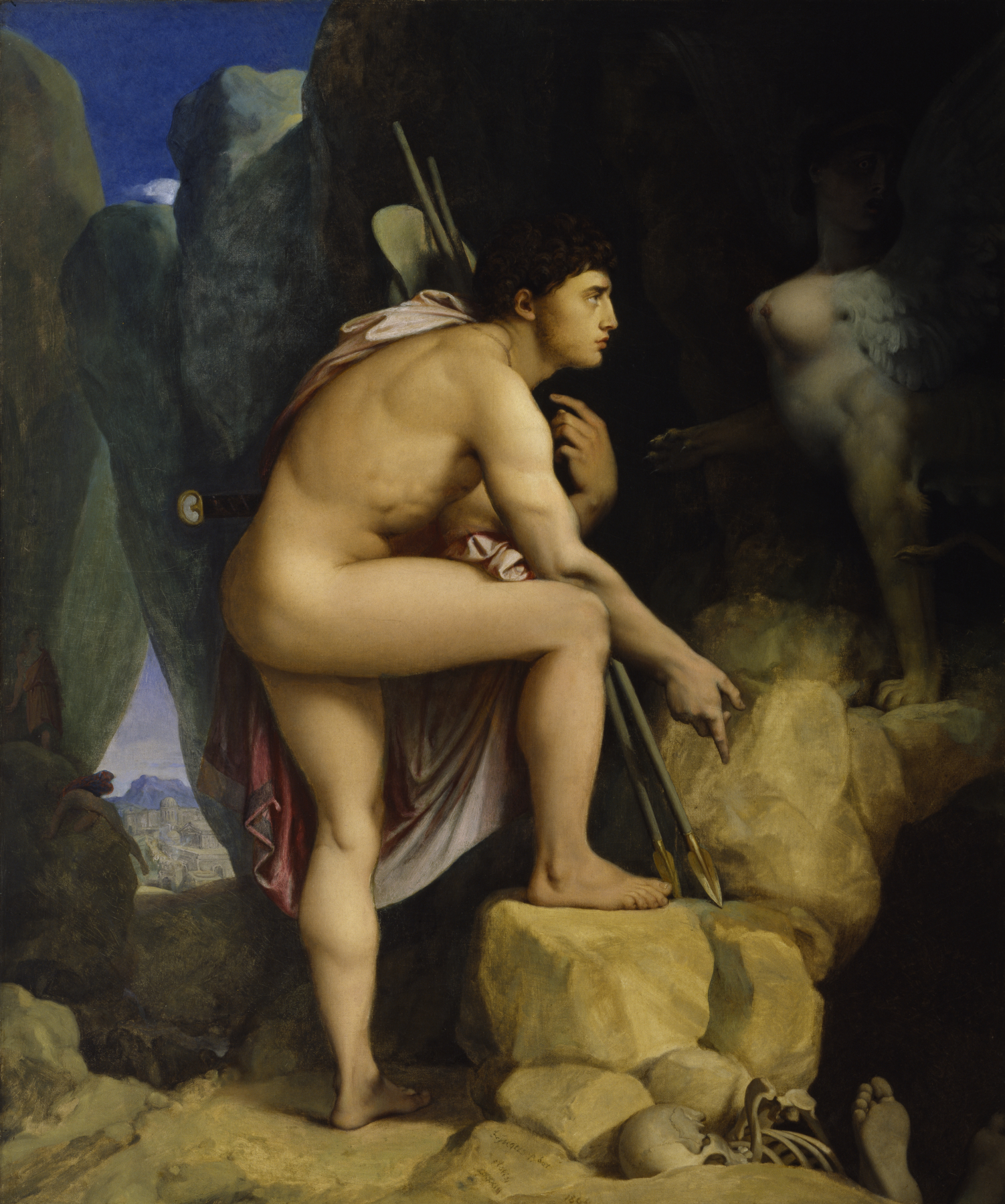
Ingres version från 1864 är utställd på Walters Art Museum i Baltimore.
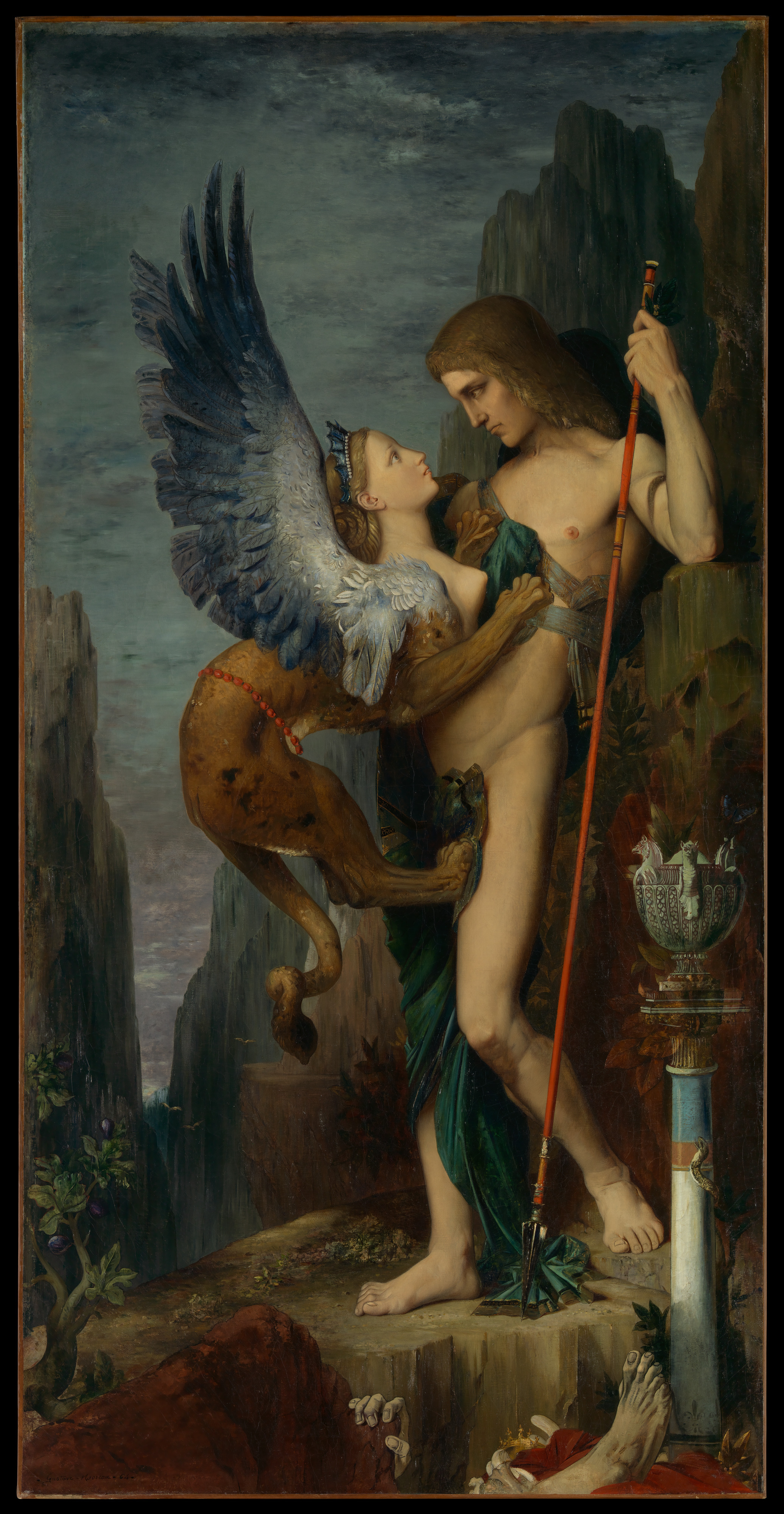
Gustave Moreaus Oidipus och sfinxen från 1864. Metropolitan Museum of Art.